# کاروانسرای حسنیچه
کاروانسرای حسنیچه مربوط به دوره صفوی است و در شهرستان نجف‌آباد، روستای حسنیچه واقع شده و این اثر در تاریخ ۲۲ خرداد ۱۳۷۹ با شمارهٔ ثبت ۲۷۰۳ به‌عنوان یکی از آثار ملی ایران به ثبت رسیده است.